# Субјективизам
Субјективизам је гледиште према којем је материјални свет само наша субјективна представа, без властитог онтолошког утемељења. У теорији сазнања, схватање да је свако сазнање субјективно и да нема апсолутних вредности, већ су све моралне и естетске вредности произвољне, релативне, јер су потпуно субјективне. У психологији и социјалном раду, склоност стручњака да све просуђује и оцењује искључиво са свог личног, субјективног становишта.